# Церковь Святого Николая (Киево-Печерская лавра)
Церковь Святого Николая, Никольская или Николаевская церковь — памятник архитектуры конца XVII — начала XVIII столетий, находится на территории Киево-Печерской лавры. Церковь относится по стилю к казацкому барокко. Голубой купол покрыт золотыми звёздами и увенчан крестом с золотым голубем на нём. Освящена во имя святого Николая Мирликийского.
Сейчас в здании церкви находится лекторий Национального Киево-Печерского историко-культурного заповедника.
Адрес: Киев, Лаврская улица, 15, корпус 25

## История
По одной из версий, основание церкви связано с именем черниговского князя Святослава Давидовича, который принял постриг в Киево-Печерском монастыре под именем Николая Святоши и на средства которого в 1106—1108 годах построена Троицкая Надвратная церковь. Николай Святоша основал больницу для монахов, которая со временем вошла в состав Никольского монастыря. Возможно, именно в этот период была построена деревянная Николаевская церковь, но данных о времени её сооружения, как и других деревянных зданий, не сохранилось.
Первым упоминанием о церкви считают приписку Касиана в рукописи Киево-Печерского патерика 1462 года, но она может иметь и другое толкование.
По другой версии, деревянная церковь была основана в начале XVII столетия.
Каменная церковь сооружена примерно в 1700 году по обычной схеме трапезных, принятой в то время в Киеве, — к трапезной палате с востока прилегает гранёный алтарь, завершённый куполом, а с запада передняя. После пожара 1718 года с запада добавлена больничная палата, а с севера — гранёный тамбур при входе в пономарню.
В 1768 году была построена колокольня Никольского трапезного храма. Только с востока и юга церковь сохранила свой первоначальный вид. В 1861 году над первым этажом был надстроен второй этаж, где разместилась больничная церковь «Утоли моя печали». Считается, что это сильно испортило вид сооружения на то время.
Во время Великой Отечественной войны Николаевская церковь сильно пострадала от пожара.
В 1956—1958 годах её отреставрировала архитектор Евгения Пламеницкая в формах XVIII столетия, поздние надстройки были разобраны. На фасаде Николаевской церкви в 1982 году была установлена бронзовая доска с барельефным портретом Агапита Печерского, инока Киево-Печерской лавры, врача безмездного, святого Русской православной церкви.